# Caccia da inseguimento

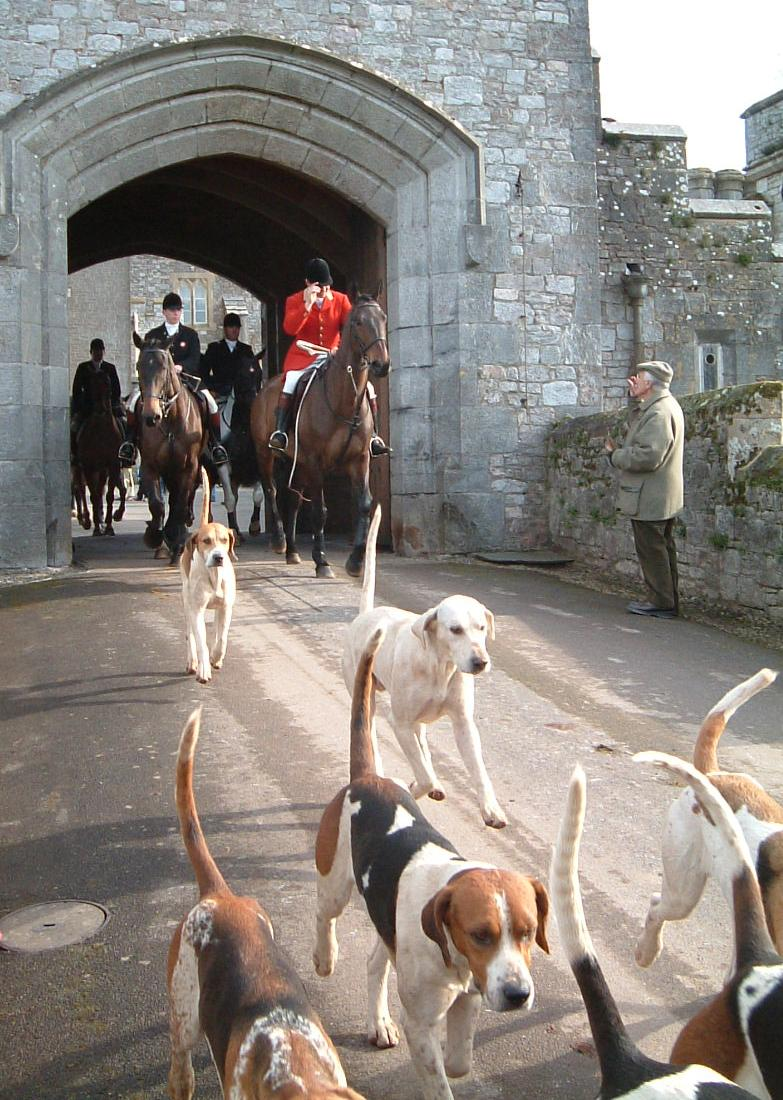
Caccia alla seguita presso il castello di Powderham, nel Devon, Inghilterra (2005).

La caccia alla seguita o caccia da inseguimento (più frequentemente indicata coi termini francesi di vénerie, chasse à courre o chasse à bruit o in latino venatio clamosa), altre volte caccia per sfinimento o genericamente caccia coi cani, è un metodo di caccia ancestrale che consiste nell'inseguire la selvaggina (tradizionalmente cervi, cinghiali, caprioli, volpi o lepri) con una muta di cani, sino allo sfinimento della preda (caccia per sfinimento). La caccia avviene però esclusivamente grazie al fiuto dei cani e al loro istinto predatore. Il ruolo dell'uomo, generalmente un cavaliere per l'ambiente in cui essa si svolge, consiste nel controllare lo svolgimento dell'attività e nel finire poi la preda per recuperarla.
La caccia alla seguita era praticata in Francia, Stati Uniti, Canada, Australia, Nuova Zelanda, Irlanda, Italia e Portogallo. In Italia la caccia alla seguita era rivolta prevalentemente a cervi, cinghiali, lepri e lupi.
Controversa sotto certi aspetti, la chasse à courre è stata vietata in Belgio dal 1995. In Germania venne abolita nel 1934 sotto il regime nazista e in Gran Bretagna, dove è stata abolita per legge nel 2005, è stata rimpiazzata da una versione sportiva e non offensiva, con l'odorato dei cani stimolato artificialmente con l'uso di esche artificiali, con lo scopo di mantenere efficiente l'istinto e le condizioni fisiche delle mute da caccia.
Patrono dei cacciatori, e in particolare di quelli che praticano la caccia alla seguita, è Sant'Uberto, in riferimento al fatto che, proprio durante una battuta di caccia al cervo, all'apparire di un grandioso animale con una croce luminosa tra le corna, ebbe la propria chiamata alla vita religiosa.

## Terminologia

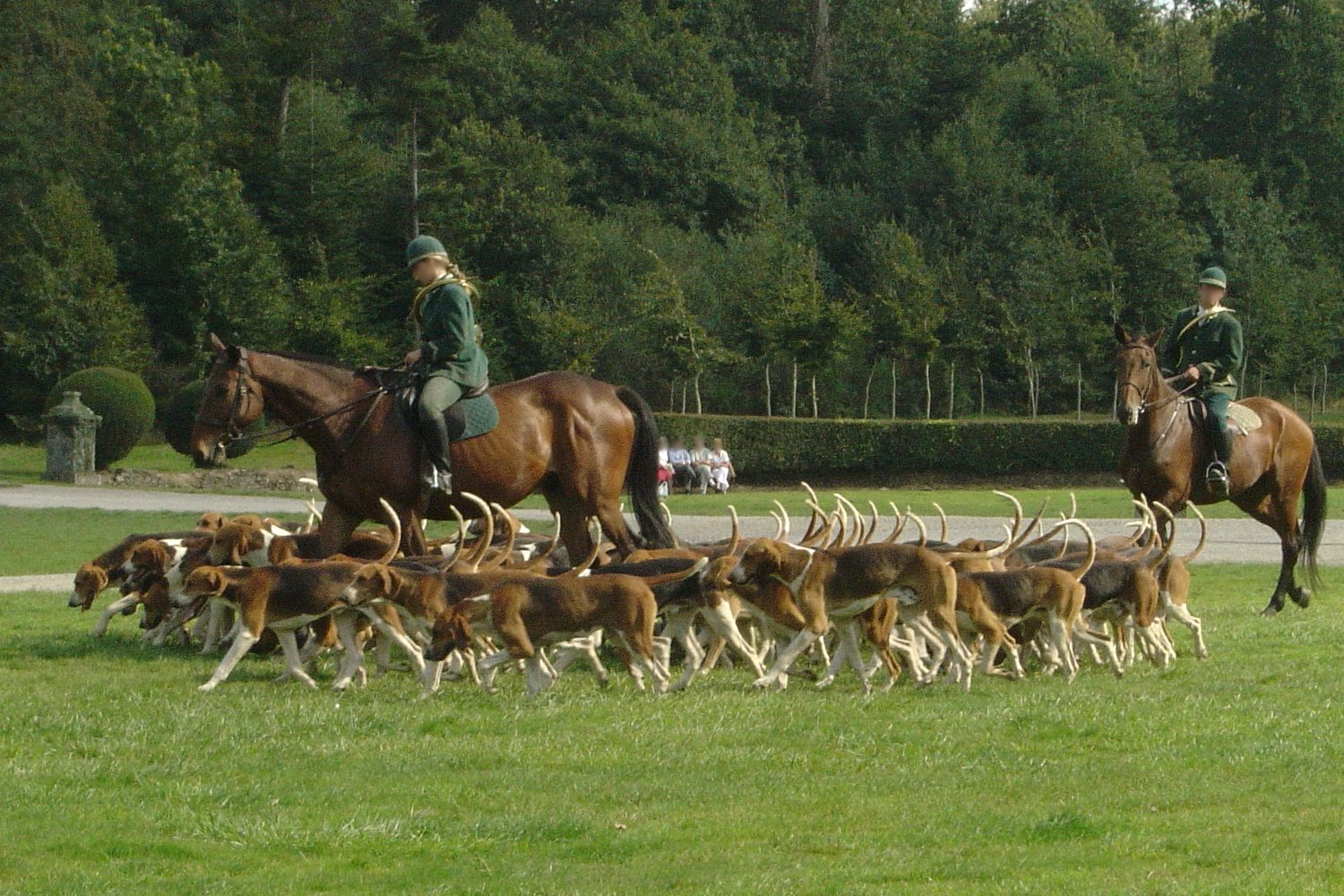
Dimostrazione di caccia alla seguita.

Il termine francese vénerie indica diverse tipologie di caccia alla seguita. Esso proviene dal altino venari che significa appunto cacciare. Esiste una specifica terminologia per la caccia alla seguita per designare le tipologie o le parti di cui l'evento è composto; esse sono solitamente indicate in lingua francese, dal momento che la Francia fu la prima nazione a elaborare una precisa metodologia del genere di caccia:
- grande vénerie per una muta che caccia grandi mammiferi come cervi, daini, caprioli, cinghiali o lupi;
- petite vénerie per una muta che caccia piccole prede: lepri, volpi, conigli o tassi;
- équipage[3] per indicare una muta di cani e i relativi cacciatori che la guidano;
- i brisées sono nastri di stoffa colorata che gli assistenti alla caccia (un tempo chiamati scudieri o valletti) avvolgono attorno a determinate piante sul percorso di caccia così da poter far riconoscere la direzione presa dall'animale in fuga e quindi il percorso della muta di caccia;
- l'hallali, il suono che annuncia la morte o la cattura della preda. Praticato col tipico corno da caccia, il suono viene emesso dagli assistenti di caccia per avvisare tutti i cacciatori dalla cattura o della morte della preda oggetto della caccia. L'animale, a seconda della sua natura e della sua grandezza, può essere ucciso dai cani oppure dagli uomini con l'uso di una lancia (solitamente la lancia da cinghiale);
- la curée, una cerimonia che segna la morte dell'animale.

Anche da parte dell'animale, si identificano diverse tattiche adottate per sfuggire ai suoi cacciatori. Queste sono raggruppate nelle seguenti categorie:
- change, strategia con cui l'animale inseguito si confonde con altri suoi simili per disperdere quindi le proprie tracce olfattive presso i cani della muta;
- passage d'eau, quando l'animale inseguito attraversa un fiume o uno stagno, interrompendo così il "sentore" (la sua traccia olfattiva);
- forlonger, quando l'animale distanzia a tal punto la muta dei cani da caccia che questi ultimi rischiano di perderne le tracce;
- hourvari, quando l'animale inseguito ritorna sui suoi passi, confondendo così il cane da caccia. Tale tecnica può unirsi al forlonger descritto sopra.

## Storia

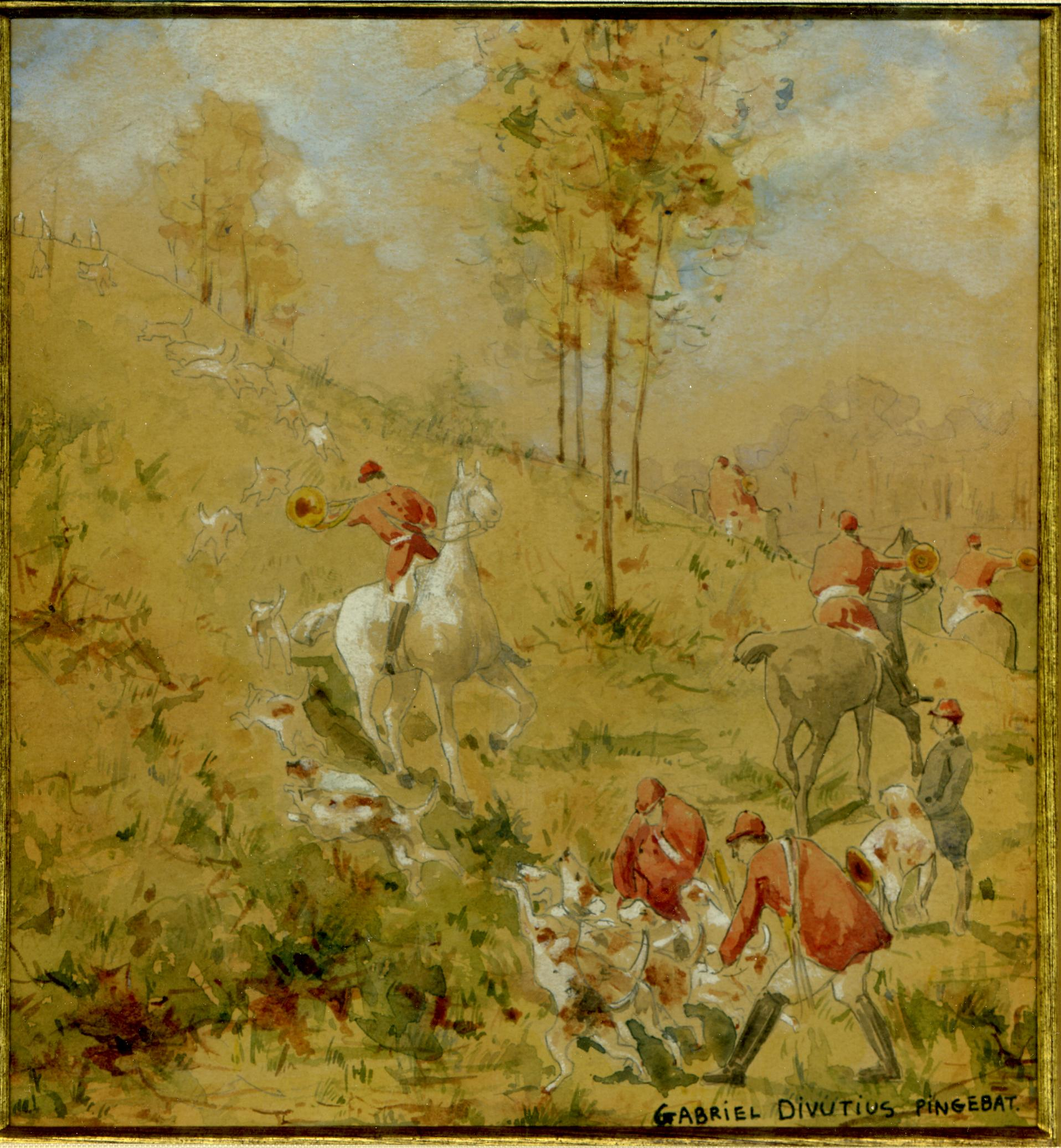
Scena di caccia alla seguita, acquarello, progetto di affresco di Gabriel van Dievoet, c. 1900.

La caccia alla seguita, che consiste nell'adoperare nella battuta di caccia una muta di cani, è una tecnica di caccia millenaria. I metodi si sono evoluti nel corso dei secoli con l'aggiunta dei cani, dei cavalli, dei corni da caccia e delle lance (o daghe) dal XV secolo, come testimoniano dipinti dell'epoca. La caccia alla seguita sfrutta inoltre l'attitudine naturale dei cani alla caccia, che è rimasta invariata nel corso dell'evoluzione di tale metodo di caccia e che costituisce l'elemento fondamentale dell'intera attività.. L'uomo si limita dunque ad inquadrare la muta di cani, ma non può sostituirsi ad essi.

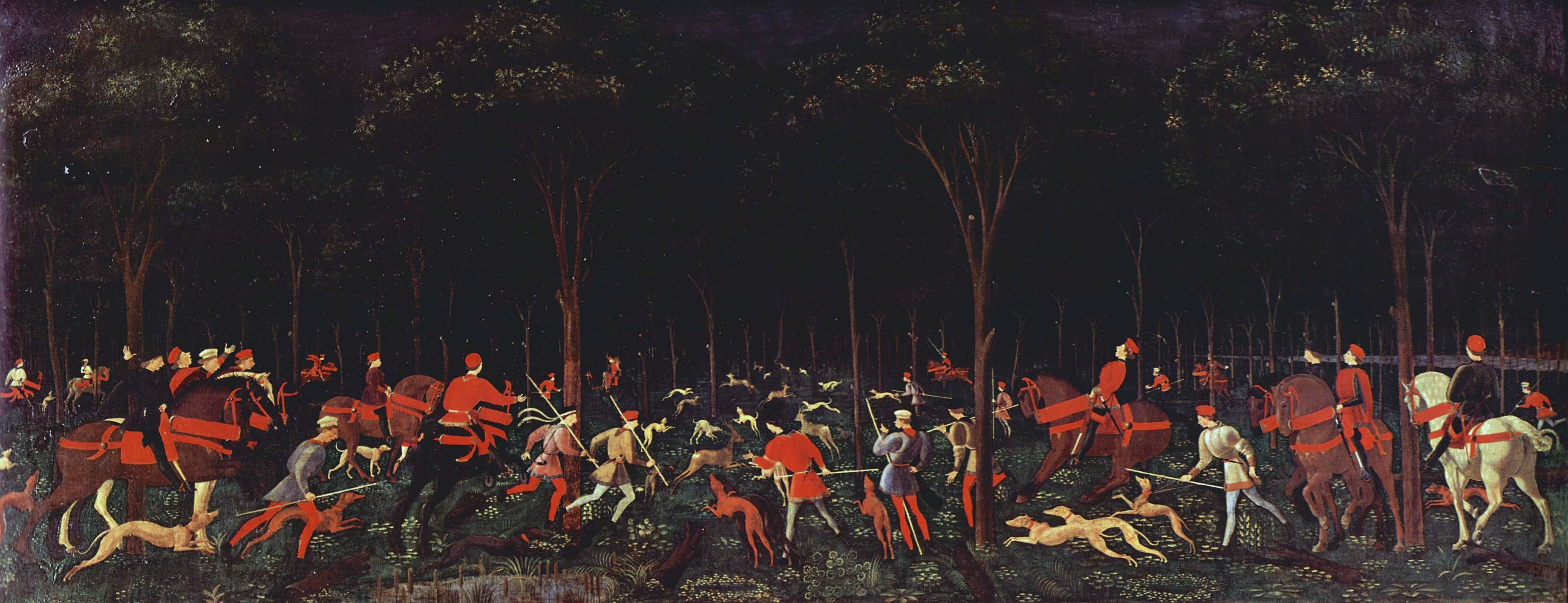
Paolo Uccello, Caccia notturna, Oxford Ashmolean Museum.

In epoche passate questo tipo di caccia, oltre che come un passatempo e una necessità, era vista come un allenamento alla guerra. I primi ad attuare tale caccia con questo metodo furono gli Assiri. Alla caccia da inseguimento il greco Senofonte dedicò la sua opera Caccia con i cani.
Con l'addomesticamento del cavallo, esso divenne insieme ai cani uno dei protagonisti indiscussi della caccia alla seguita. Nella caccia medievale questa tipologia era chiamata venatio clamosa in riferimento al rumore fatto dai cani per spaventare la preda e dai corni di segnalazione, contrapposta alla venatio placita, che era invece quella silenziosa, praticata con l'uso di falconi e reti.
In Francia, fu durante il regno di Francesco I che questa pratica venne trasformata in una pratica comune presso la nobiltà francese: il re, che amava definirsi "il padre dei cacciatori" secondo i cronisti, promulgò infatti un editto nel 1526 che regolò per primo la politica della caccia e le  «noble déduit» (regole della grande vénerie). La caccia alla seguita si sviluppò quindi nelle Americhe ad opera degli inglesi, che la importarono oltreoceano assieme ai cavalli e alle volpi rosse d'Europa. In Inghilterra la caccia alla seguita divenne uno sport, mentre in Francia prese la piega di una pratica tradizionale.
La caccia alla seguita, come disciplina, ha consentito uno sviluppo della "cinegetica", ovvero la conoscenza dell'animale da caccia (il cane), le scienze canine, l'etologia del cane e lo studio dei suoi istinti, in particolare di quelli relativi alla caccia, trasmessi di generazione in generazione nella sua genetica.

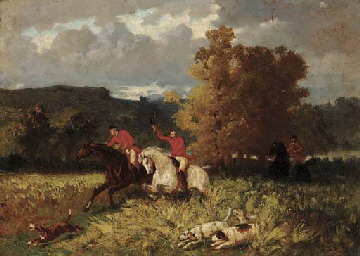
Una caccia alla seguita dipinta da Évariste-Vital Luminais.

La caccia alla seguita ha ispirato numerosissimi artisti, in particolari pittori, alcuni dei quali hanno consacrato l'intera loro carriera artistica alla rappresentazione di scene di caccia e le cui opere si trovano oggi nei principali musei del mondo. Ancora oggi, le feste legate alla caccia alla seguita (o ai suoi omologhi nonviolenti) attraggono moltissimi spettatori e partecipanti nei luoghi storici di questa tradizione.

## Differenti tipologie di caccia alla seguita

### Regno Unito
La caccia alla seguita è stata abolita in Scozia dal 2002, mentre in Inghilterra e in Galles è stata abolita per legge nel febbraio del 2005, a seguito dell'Hunting Act, votato nel 2004, il quale ha vietato la caccia ad animali selvatici con più di tre cani (limite sopra il quale è considerata una muta da caccia). In Irlanda del Nord tale caccia è ancora oggi legale e praticata. · 

### Francia

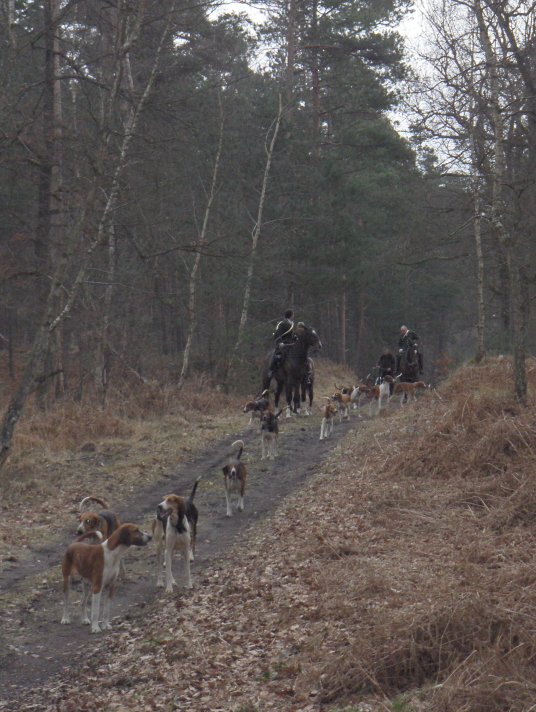
Muta da caccia nella foresta di Halatte, nel dipartimento dell'Oise.

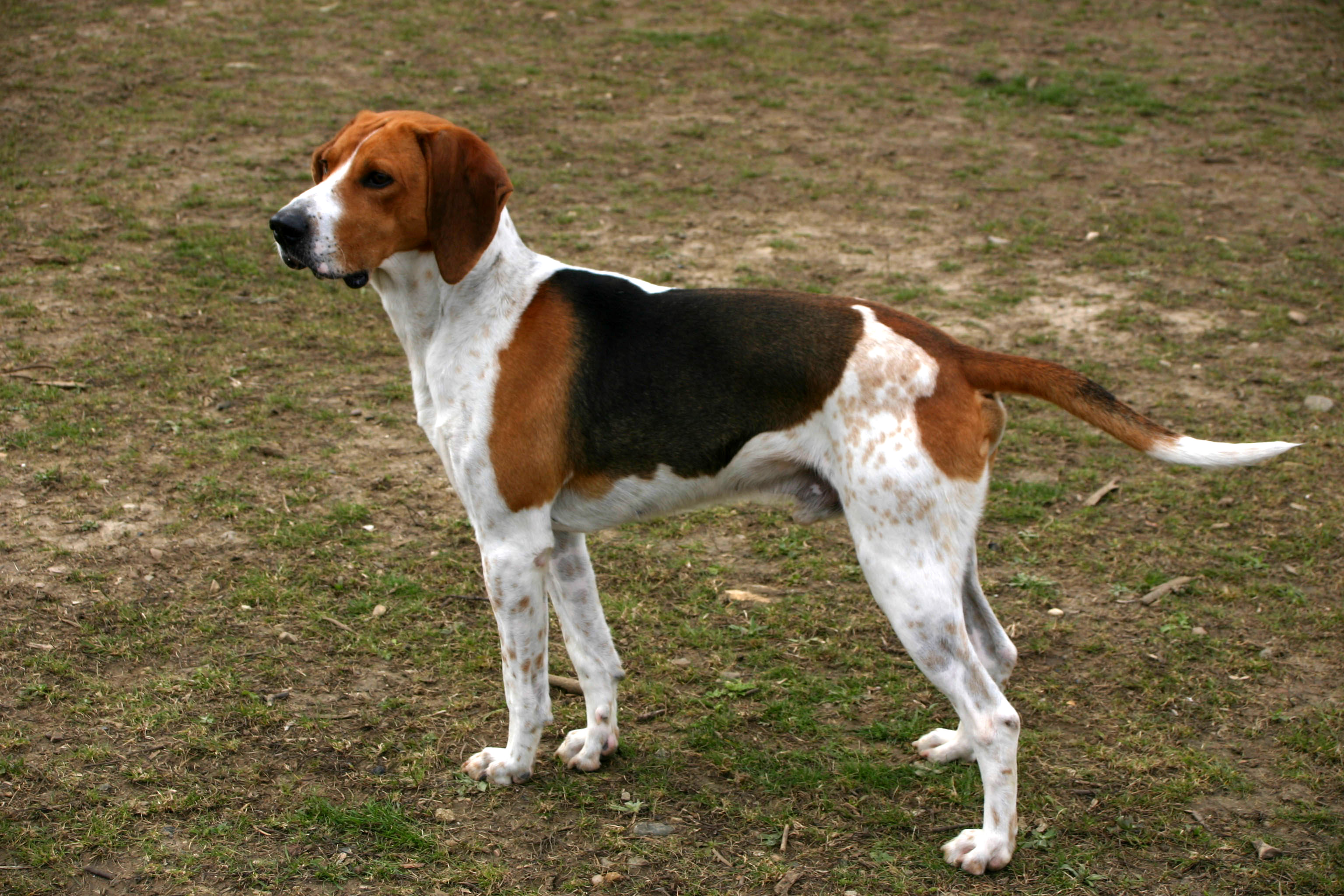
Cane da caccia anglo-francese.

La Francia è forse tra le nazioni al mondo quella che maggiormente ha contribuito alla diffusione e alla regolarizzazione della caccia alla seguita. Il governo francese, nel dipartimento per i boschi e le foreste, alleva ogni anno circa un milione di animali da selvaggina destinati alla caccia genericamente, di cui ad ogni modo solo 13 000 sono normalmente cacciati con la tecnica "alla seguita"; tra le specie principali vi sono i cervi, seguiti dai cinghiali e dai caprioli, mentre meno frequenti sono le cacce alla volpe, alla lepre o al coniglio lapin.
Negli ultimi vent'anni la caccia alla seguita in Francia è andata crescendo, con un totale di quattrocento equipaggi regolarmente riconosciuti contro i trecento presenti nel 1914, assieme a 17 000 cani autorizzati allo scopo e 100 000 tra cacciatori e assistenti. La Francia è del resto una nazione che per la propria geografia offre le condizioni ottimali all'esercizio della caccia alla seguita: la densità di spazi boscosi è la più alta d'Europa e il clima temperato favorisce le condizioni proprie di questa caccia.
I membri di un equipaggio in Francia vengono soprannominati boutons, dal momento che sono i soli autorizzati a indossare la tenuta da caccia con i caratteristici bottoni dorati e i colori di quell'equipaggio a cui appartengono.
Un tempo appannaggio esclusivo dell'aristocrazia e di un ristretto gruppo di persone, la caccia alla seguita dal XX secolo ha iniziato ad accogliere un pubblico più vasto e oggi la maggior parte degli equipaggi sono costituiti in club sportivi.
Un equipaggio è tenuto in Francia a chiedere un'attestation de meute dalla Direction départementale des Territoires che consente per l'appunto la possibilità di costituire una muta da caccia ufficialmente registrata e quindi di cacciare per sei anni sull'intero territorio nazionale, alle precise regole dell'attività. L'ottenimento di questo certificato deve essere accompagnato da un certificat de vénerie emesso dalla Société de Vénerie, certificato che ricorda le regole e l'etica della caccia alla seguita sul suolo francese.
La caccia alla seguita, oltre al tradizionale metodo a piedi o a cavallo, si svolge più modernamente anche in bicicletta o in vettura. Resta comunque vietato l'uso di armi da fuoco.

## Organizzazione

### Lo svolgimento
La caccia alla seguita inizia con il dispiegamento dell'equipaggio in un punto di ritrovo prestabilito da cui ha origine la battuta di caccia. Qui il capocaccia ricorda le istruzioni della caccia e, a seconda dell'animale da cacciare e del terreno su cui ci si trova ad agire, dà i suggerimenti e discute la miglior strategia di caccia da adottare per il gruppo. Viene quindi designato il cane "capomuta" (detto limier) e la persona che lo condurrà o che ne sarà responsabile durante la caccia, detto valet de limier o piqueur.
Dopo questo rapporto, vi è il momento de l'attaque, ovvero quando la muta viene messa sulle tracce dell'animale da cacciare. Il levé da quindi l'inizio alla battuta.
La fine della giornata termina col conferimento alla muta dei cani della loro parte di animale. I cacciatori si spartiscono tra loro le parti migliori della preda e i trofei (nel caso dei cervi, ad esempio, le corna).

### Cani per la caccia alla seguita

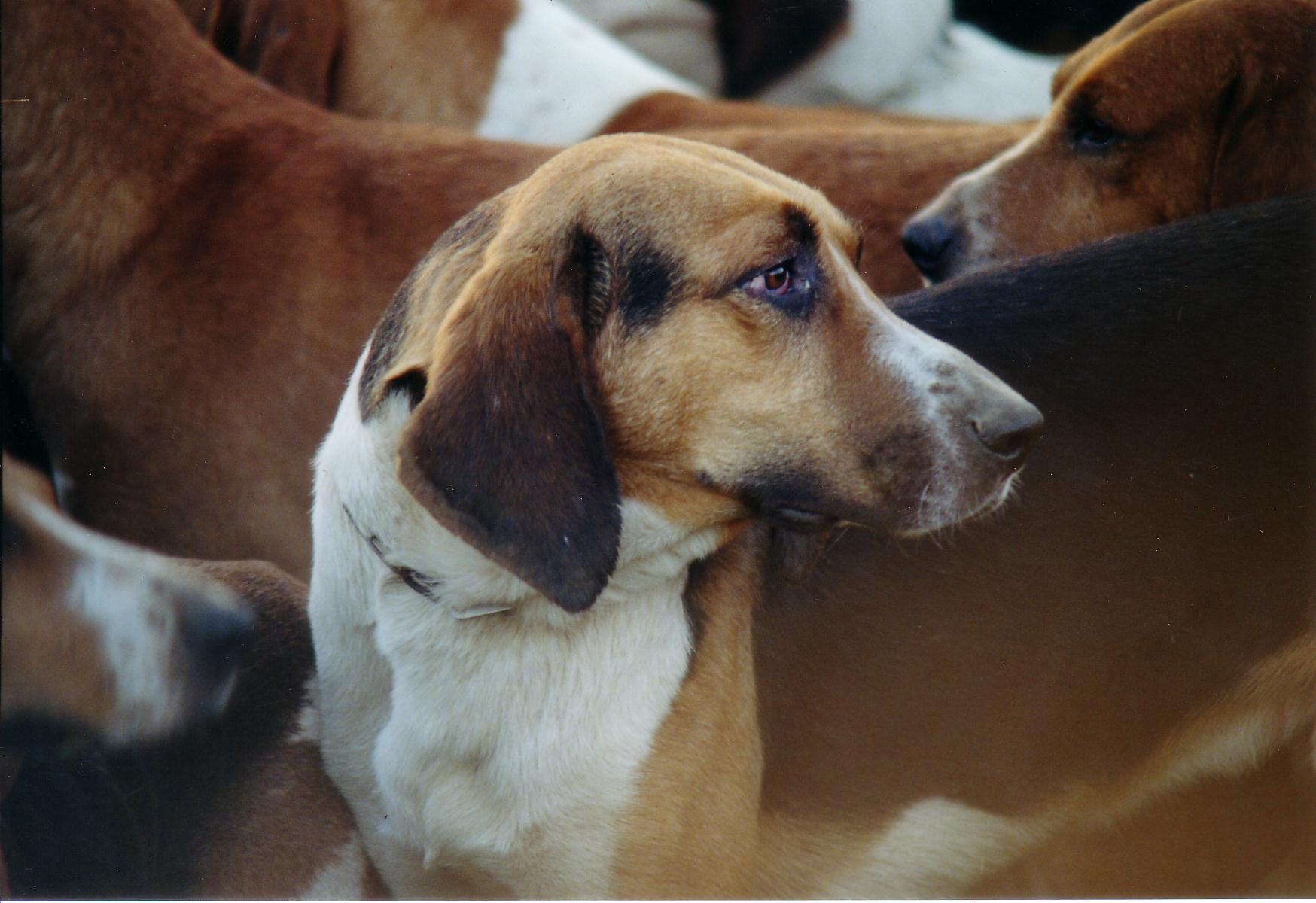
Cane tipico della caccia alla seguita.

Al fine di aumentare le probabilità di cacciare una preda, i cani che prendono parte alla caccia alla seguita devono essere adeguatamente allenati, con una specifica specializzazione sull'animale da cacciare (cervo, daino, capriolo, cinghiale, volpe, lepre o coniglio lapin), ed a rimanere in muta. Per i cani, questo saper obbedire agli ordini, è ovviamente dipendente dalla razza e frutto di una lunga selezione genetica effettuata dall'uomo, sia al canile che con la regolare attività venatoria.
Una muta è solitamente composta da un numero minimo di venti ad un numero massimo di cento cani. Le qualità ricercate per la caccia alla seguita sono la finezza di fiuto, l'intelligenza nella caccia, l'ossatura, la vitalità, la resistenza.
Tra i cani utilizzati per la caccia alla seguita, si distinguono specie più adatte alla grande vénerie (come il tricolore francese), e altre più adatte alla petite vénerie (come ad esempio il beagle).

### Cavalli per la caccia alla seguita

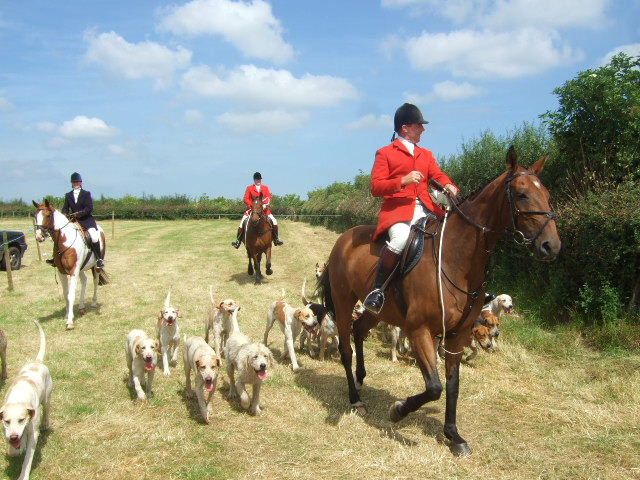
Un piqueux a cavallo con la sua muta di cani.

I cavalli utilizzati per la caccia alla seguita sono solitamente molto robusti, calmi d'animo e resistenti alla corsa (talvolta anche di 50 km per battuta), oltre che al clima e alle salite su pendii o colline.
Secondo Hubert Parot, cavaliere di fama mondiale, medaglia d'oro olimpica e cacciatore alla seguita, il cavallo da caccia dev'essere innanzitutto un atleta, al pari di coloro che praticano la corsa.
« Il suo lavoro è duro e necessita di alcune attenzioni:
Durante gli allenamenti, il cavallo deve essere allenato a correre almeno 5-6 km per volta. Non è necessario che il suo esercizio sia sostenuto, è sufficiente la passeggiata al passo o al trotto. Durante la caccia [...] sarà lui stesso a trovare il suo ritmo e la sua cadenza di passo. [...] La sera della caccia, il cavallo dev'essere lavato accuratamente con acqua calda e poi asciugato. Durante la notte verrà ricoperto con una coperta. Si è sì cacciatori, ma anche cavalieri!»

### La tromba da caccia

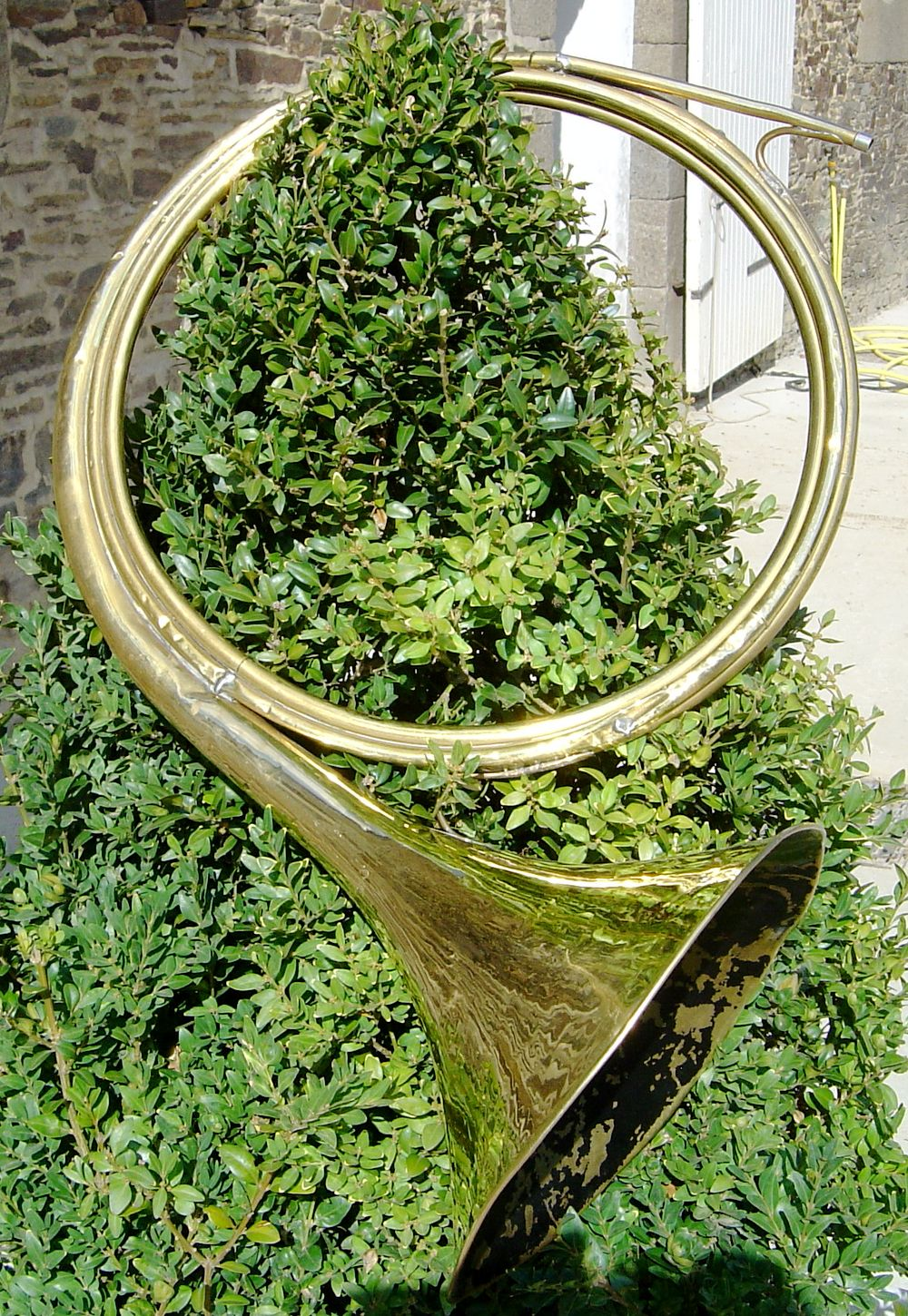
Una tromba da caccia.

L'azione della caccia alla seguita è accompagnata dal suono di strumenti musicaliche permettono ai cacciatori di comunicare tra loro e quindi coi loro cani.
La caccia alla seguita di stile francese utilizza largamente il corno da caccia. Ogni cacciatore deve saper suonare e riconoscere il suono dei corni da caccia, dal momento che essi sono i principali strumenti di comunicazione del gruppo. La tromba de caccia (differente dal corno da caccia) è anch'essa largamente utilizzata. Le prime fanfare di caccia risalgono al 1723 e lo stesso Marc-Antoine de Dampierre compose circa quattromila brevi pezzi per corno da caccia da utilizzare a tale scopo, anche se già altri artisti francesi come Philidor avevano pubblicato la «Retraite prise» nel 1705 e «La Sourcillade» nel 1707/1709 con la medesima finalità.
Nel corso della curée, la cerimonia destinata a rendere omaggio all'animale protagonista della caccia dopo che è stato ucciso ed a ricompensare i cani per l'ottimo lavoro svolto, ancora una volta il corno da caccia riveste un ruolo importante.
Occorre ricordare che:
- La tromba da caccia è accordata in Re, ha una lunghezza dispiegata di 4,545 metri. Viene chiamata anche Tromba alla 'Philidor in omaggio al suo inventore nel 1705.
- Il corno da caccia è accordato in Mi bemolle è non è mai stato utilizzato per la musica in ambito di caccia, ma piuttosto nella musica militare.

L'imboccatura, divenuta mobile e asportabile dal 1689, ha dimensioni diverse a seconda della bocca di chi deve suonare lo strumento.
Esistono differenti trombe da caccia.
| Nome                     | Lunghezza (dispiegata) | Giri           |
| ------------------------ | ---------------------- | -------------- |
| La Dampierre (1723)      | 4,545 m                | 1 giro e mezzo |
| La Dauphine (1729)       | 4,545 m                | 2 giri e mezzo |
| La d'Orléans (1817/1831) | 4,545 m                | 3 giri e mezzo |

La d'Orléans è lo strumento oggi più utilizzato.

## Opposizione alla caccia da inseguimento
Per le sue peculiarità di pratica, la caccia da inseguimento è stata oggetto di numerosi tentativi di abolizione in diversi territori nazionali. In Italia, pur non essendo mai stata formalmente abolita, essa è semplicemente caduta in disuso dopo la fine del XIX secolo.
In Inghilterra, la caccia alla volpe, che era l'ultimo retaggio di caccia da inseguimento presente, è stata abolita nel 2005.
In Francia, dove la caccia da inseguimento è ancora praticata, la situazione è più complessa: partendo da alcuni sondaggi popolari, nel 2005 il 78% dei francesi si era detto contrario alla chasse à courre. Nel 2017 i contrari erano saliti all'84%.
Cavalcando l'onda generale per l'abolizione della caccia, diverse associazioni si sono schierate contro la caccia da inseguimento, in particolare per il tipo di morte finale dell'animale. · 
Il 15 maggio 2013 venne depositata una proposta di legge intesa a proibire la pratica della caccia da inseguimento sulla schiera di quanto fatto appunto da altri paesi europei (Germania 1936 e 1952, Belgio 1995, Scozia 2002, Inghilterra e Galles 2004). Questa proposta di legge, presentata da Barbara Pompili e da altri deputati del partito dei Verdi, venne rinviata alla commissione per lo sviluppo del territorio, ma alla fine non venne dibattuta in parlamento.
Venne quindi presentata una questione scritta a Ségolène Royal, allora ministro dell'ambiente, la quale ad ogni modo rispose che non vi erano minacce ecologiche per decretare l'abolizione della caccia da inseguimento.
Il 22 novembre 2017 la senatrice socialista Laurence Rossignol depositò una nuova proposta di legge per vietare la chasse à courre in Francia.

## Nell'arte

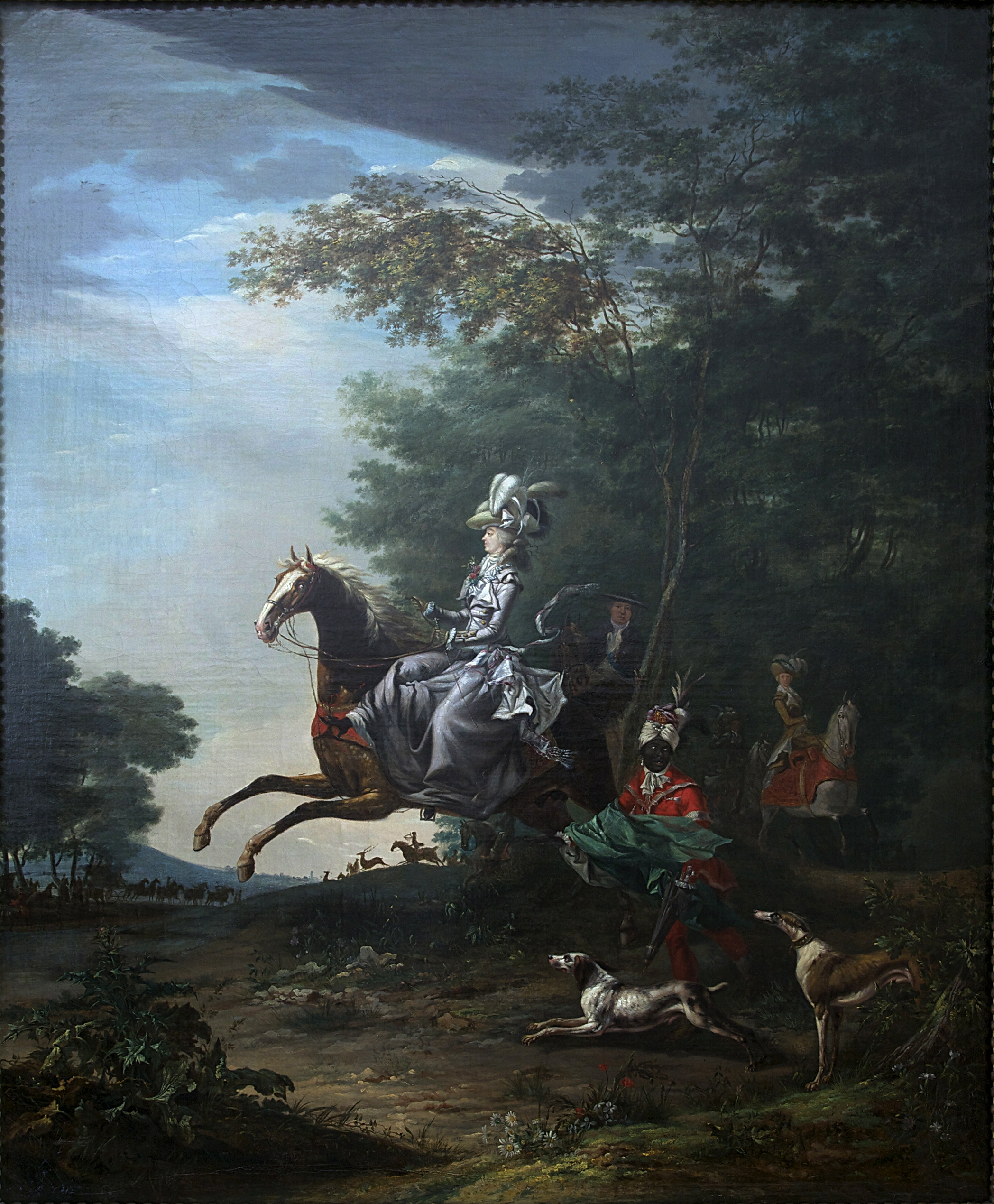
Maria Antonietta caccia alla seguita, Louis-Auguste Brun, 1783.

Le scene di caccia ricorrono abbondantemente nei dipinti su tela e su tavola oltre che negli arazzi (in particolare dei Gobelins che si occuparono in particolare delle cacce di Luigi XV di Francia), dal medioevo al XIX secolo. Grandi pittori classici come Pierre Paul Rubens, Jean-Baptiste Oudry, Adam François van der Meulen, Carle Vernet, Alexandre-François Desportes e Jean Miel, oltre agli italiani Giovanni Battista Alberoni e Vittorio Amedeo Cignaroli, si sono dedicati a rappresentare scene di caccia, mentre artisti come Karl Reille, René Princeteau, Xavier de Poret, Edwin Landseer, Jules-Bertrand Gélibert, Charles de Condamy e Arnaud Fréminet si sono perlopiù occupati della rappresentazione degli animali coinvolti nella caccia alla seguita, in particolare i cani.

## Letteratura

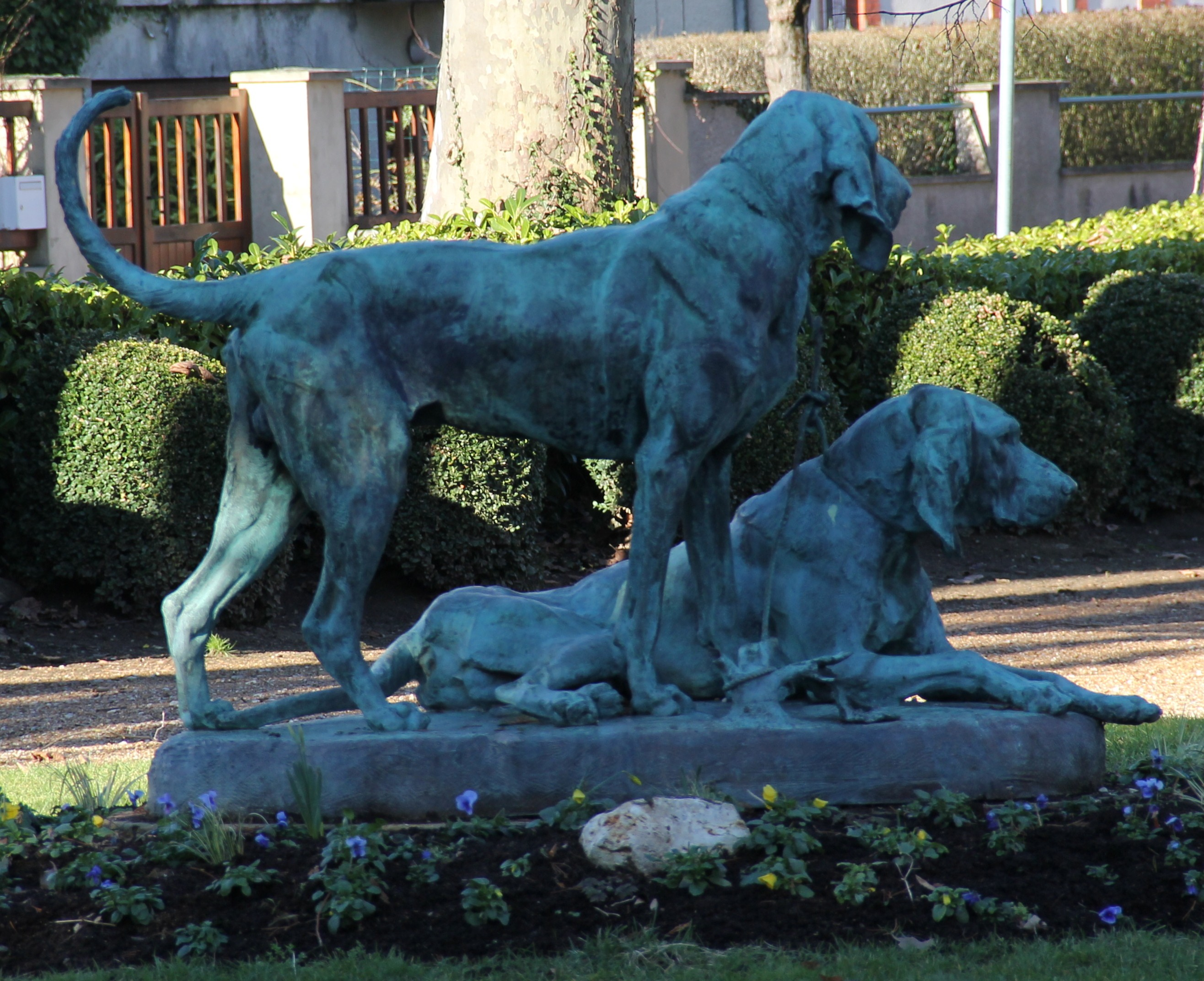
Les Chiens de relais di Camille Gâté, Nogent-le-Rotrou.

In letteratura, la caccia alla seguita viene descritta ampiamente in A Handful of Dust di Evelyn Waugh (1934), come pure in La Dernière Harde di Maurice Genevoix (1938). Ne tratta anche Maurice Druon nel suo Les Grandes Familles (in particolare nel volume II), Gaston Fébus (XIV secolo), Paul Vialar, Henri Vincenot e Pierre Moinot (XX secolo).
Théodore de Foudras fu il primo autore a fare della caccia alla seguita l'oggetto di un'opera tecnica oltre che romanzata nei dieci volumi da lui pubblicati.

## Architettura e scultura

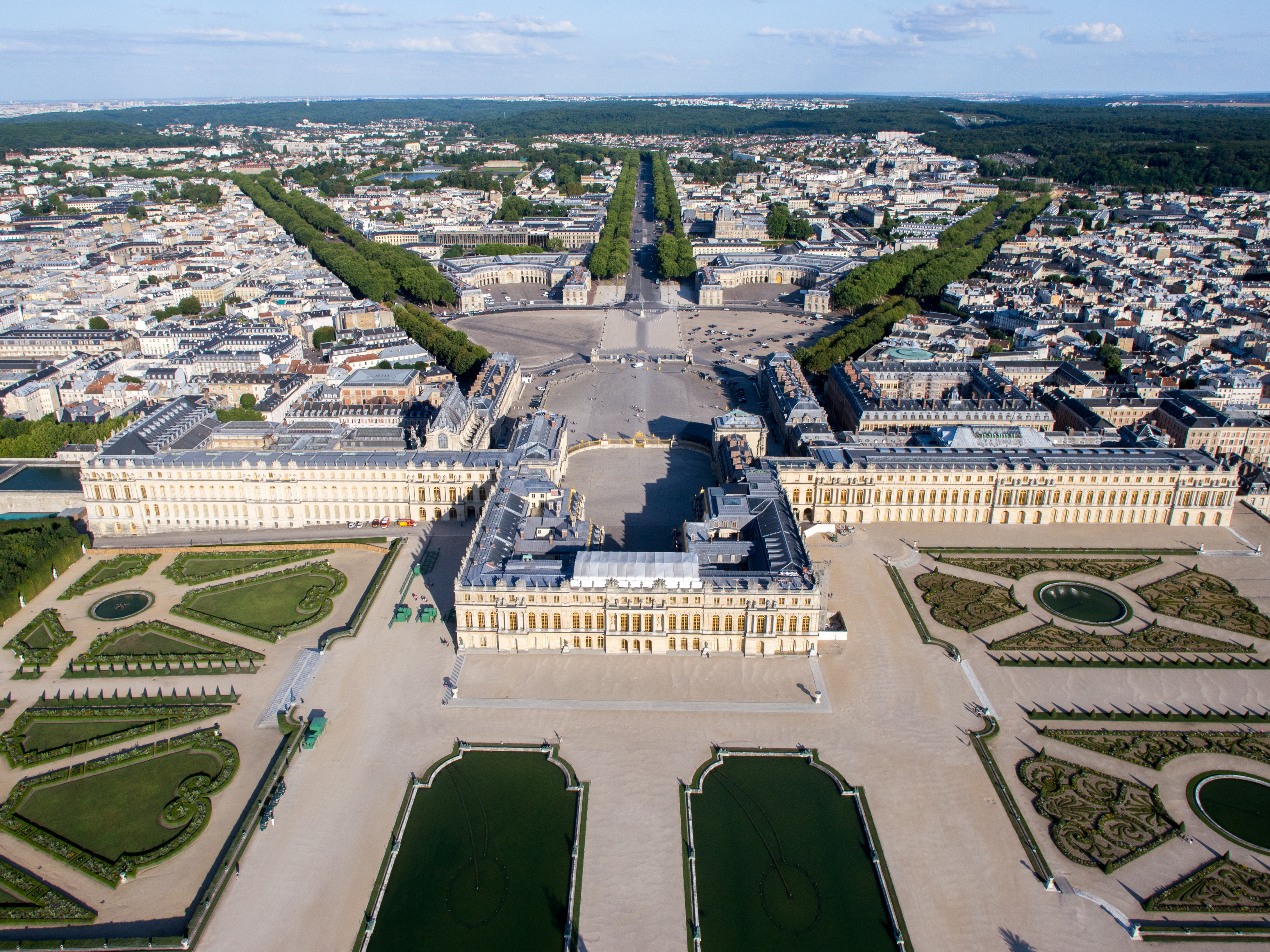
La reggia di Versailles si sviluppò da una prima residenza di caccia sotto Luigi XIII di Francia, divenendo poi un vero e proprio palazzo reale sotto il figlio, Luigi XIV.

Le residenze di caccia furono dei veri e propri edifici costruiti nelle aree delle battute di caccia per consentire alla nobiltà di ritrovarsi, ristorarsi e soggiornare nei pressi dei luoghi ove poi la caccia sarebbe andata a svolgersi. La Reggia di Versailles, in Francia, nacque proprio con questo scopo preciso, divenendo poi una vera e propria reggia e sviluppandosi in maniera notevole a livello architettonico. Tra gli altri esempi più importanti al mondo si contano il castello di Chambord, edificato per Francesco I e la sua passione per la caccia, o quello di Chantilly con le sue grande scuderie che furono la fama dei principi di Condé per generazioni. Tra le residenze di caccia più famose in Italia figura sicuramente la palazzina di caccia di Stupinigi, in Piemonte, che fu la residenza di caccia principale dei re della dinastia dei Savoia. Anche la reggia di Venaria Reale, sempre in Piemonte, deve il proprio nome all'attività della caccia da inseguimento in francese, vénerie appunto. Un tema comune a tutte le residenze di caccia è la presenza dei "percorsi di caccia", ovvero delle vere e proprie rotte, linee rettilinee tracciate nei parchi che venivano usate dai cacciatori per indirizzare le cacce verso le principali aree boschive dove la presenza della selvaggina si concentrava.
La caccia alla seguita fu soggetto prediletto di scultori come il francese Jean Goujon, che realizzò dei bassorilievi a tema per il castello di Anet, come pure lavorarono sul medesimo tema Antoine-Louis Barye e Pierre Jules Mène.

## Musica
Jean-Baptiste Lully, che lavorò alacremente alla corte di Versailles, compose la raccolta delle Chasses royales per Luigi XIV, mentre il compositore lionese Tyndare Gruyer compose la celebre "messe de Saint-Hubert", suonata per la prima volta il 5 novembre 1883 a Marsiglia.